# Ivo Dahlmans
Ivo Dahlmans (Maastricht, 9 januari 1964) is een voormalig Nederlandse profvoetballer die voor FC VVV en Eindhoven heeft gespeeld.	

## Loopbaan
Als veel scorende centrumspits stond Dahlmans al op jonge leeftijd in de belangstelling van MVV en Roda JC. In 1983 wist Sef Vergoossen hem toch over te halen om naar het betaald voetbal over te stappen. Dahlmans werd in eerste instantie als amateur vastgelegd door FC VVV. Daar scoorde hij tijdens zijn competitiedebuut op 17 september 1983 in een thuiswedstrijd tegen sc Heerenveen (5-1) direct een hattrick binnen een tijdsbestek van slechts negen minuten. Toch wist Dahlmans nooit een vaste basisplek te veroveren, mede vanwege een hardnekkige liesblessure.
Na de promotie naar de Eredivisie in 1985 werd de aanvaller door FC VVV uitgeleend aan eerstedivisionist Eindhoven. Later kwam Dahlmans nog uit voor Wellense SK, SVN Landgraaf, KSC Hasselt en SV Meerssen.

## Profstatistieken
| Seizoen         | Club            | Competitie      | Competitie | Competitie | Beker | Beker | Nacompetitie | Nacompetitie | Totaal | Totaal |
| Seizoen         | Club            | Competitie      | Wed.       | Dlp.       | Wed.  | Dlp.  | Wed.         | Dlp.         | Wed.   | Dlp.   |
| --------------- | --------------- | --------------- | ---------- | ---------- | ----- | ----- | ------------ | ------------ | ------ | ------ |
| 1983/84         | FC VVV          | Eerste divisie  | 14         | 3          | 2     | 0     | 4            | 0            | 20     | 3      |
| 1984/85         | FC VVV          | Eerste divisie  | 7          | 2          | 0     | 0     | —            | —            | 7      | 2      |
| 1985/86         | → Eindhoven     | Eerste divisie  | 11         | 4          | 1     | 0     | —            | —            | 12     | 4      |
| Carrière totaal | Carrière totaal | Carrière totaal | 32         | 9          | 3     | 0     | 4            | 0            | 39     | 4      |